# 宿曜道
宿曜道（）とは、平安時代、空海をはじめとする留学僧らにより、密教の一分野として日本へもたらされた占星術の一種。密教占星術、宿曜占星術などともいう。

## 概要
その内容は、インド占星術（ギリシャ由来の西洋占星術とインド古来の月占星術が習合し独自に発展したもの）、道教由来の天体神信仰、陰陽五行説等が習合した雑多なものである。基本的に、北斗七星・九曜・十二宮・二十七宿または二十八宿などの天体の動きや七曜の曜日の巡りによってその直日を定め、それが凶であった場合は、その星の神々を祀る事によって運勢を好転させようとする。
所依の教典は、『宿曜経』・『梵天火羅九曜』・『七曜星辰別行法』などである。三九秘宿という独特の技法があり、これを簡略化したものが、一般に「宿曜占星術」として流布している。
密教では、造像・修法・灌頂などを行う際には吉日良辰を選ぶこととされており、一行の『大日経疏』では、吉日良辰の選定は阿闍梨の資質が問われる大切な作業とされていた。
そのために、空海・円仁・円珍らが『宿曜経』を日本に請来し、仁観が深く研究した。957年（天徳元年）、日延が呉越より符天暦を持ち帰ったことによりその研究が盛んになり、法蔵が応和元年（963年）に時の村上天皇の御本命供の期日を巡って陰陽道の賀茂保憲と論争を行っており、この時期に日本の宿曜道が確立したと見られている。なお、『二中歴』では法蔵をもって日本の宿曜道の祖としている。こうした経緯から宿曜師は密教僧である例が多く、誕生月日などを元にして星占いを行ってその結果を記した「宿曜勘文」を作成したり、長徳元年（995年）には、興福寺の仁宗に対して陰陽寮が教える暦道と共同で暦を作成するようにという「造暦宣旨」が下されている（興福寺は法相宗であるが、この時代には真言宗との関係も強かったとされる）。しかし、この頃輸入された符天暦の計算方法を取り入れた宿曜道側が、長暦2年（1038年）に暦道を批判し、造暦から撤退してしまったが、以後も日食・月食の発生日時や大月・小月や閏月を巡って暦道と激しく争った。また、宿曜勘文などや星供・祭供などの祈祷の奉仕を通じて権力者と結びついて、法隆寺や西大寺などの別当に任命される者も出ている。平安時代後期には能算・明算父子が活躍して白河天皇や摂関家に仕え、続く平安時代末期には天台宗の流れを汲む珍賀と興福寺及び真言宗の流れを汲む慶算という2名の優れた宿曜師が出現して互いに技術を磨きながら権力者と連携して勢力を争い、一族・門人によって流派が形成される程であった。だが、南北朝時代以後の貴族社会の衰退とともに宿曜道も没落の道を辿り、長寛3年（1165年）に珍賀が創建して宿曜道の拠点となった北斗降臨院が応永24年（1417年）に焼失すると、以後歴史から姿を消すこととなる。

## その他
- 『源氏物語』「桐壺」にも、主人公・光源氏が誕生した際、宿曜師（「宿曜のかしこき道の人」）にその運命を占わせる場面が出てくる。
- 鎌倉期の藤原頼経は、珍誉という宿曜師を重用しており、御所地の選定も行わせている[1]。